# Symplecta scotica
Symplecta scotica är en tvåvingeart som först beskrevs av Edwards 1938.  Symplecta scotica ingår i släktet Symplecta och familjen småharkrankar. Inga underarter finns listade i Catalogue of Life.